# Start (Stipendium)

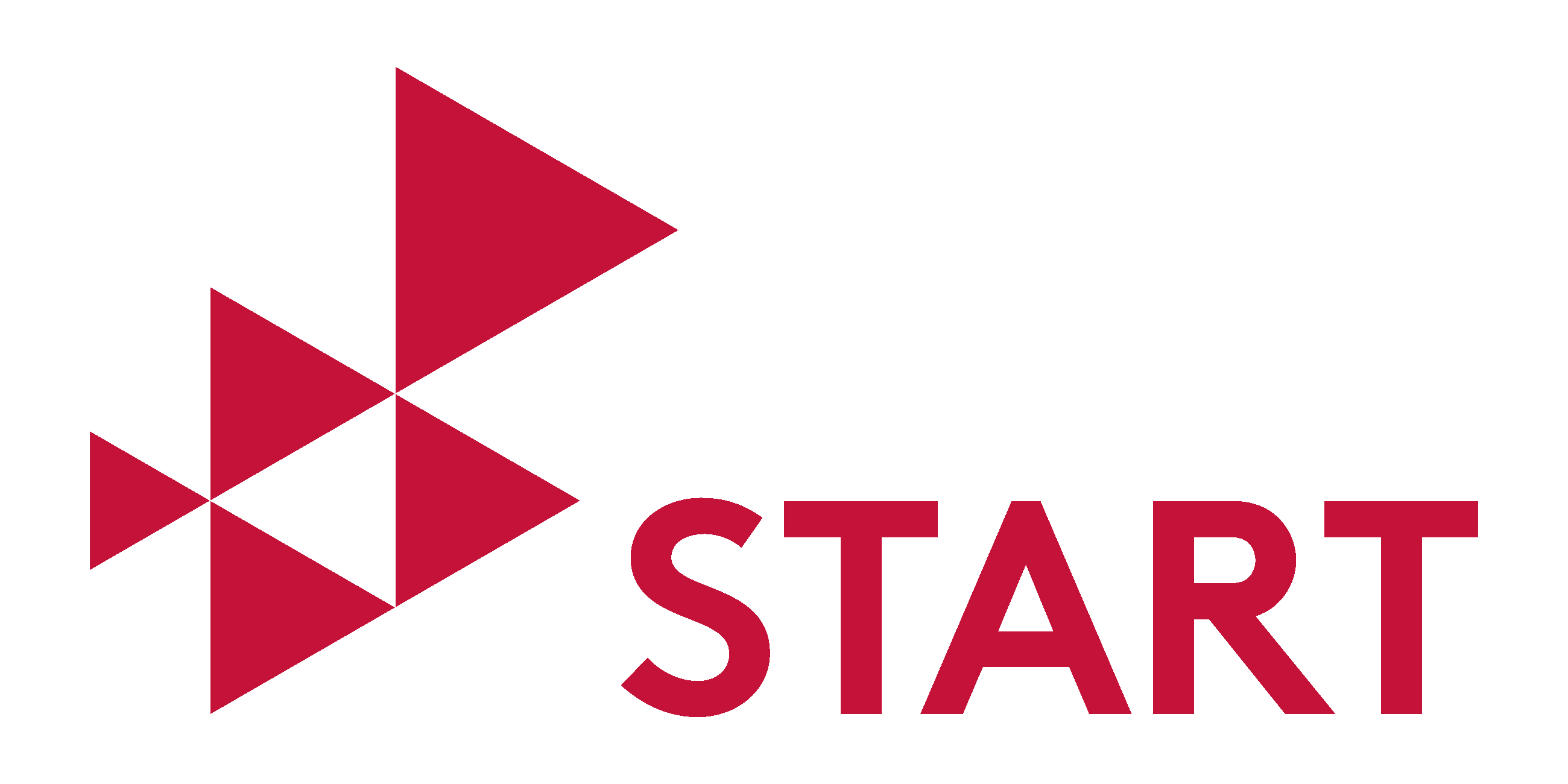
Logo der START-Stiftung

START ist der Titel eines Stipendienprogramms der START-Stiftung gGmbH, mit dem talentierte Schüler mit Migrationsgeschichte in Deutschland gefördert werden. In einem dreijährigen Bildungs- und Engagementprogramm werden die Jugendlichen auf ihrem persönlichen Weg durch Kompetenzvermittlung, Coaching und finanzieller Unterstützung begleitet.
Das START-Stipendium wird zudem durch den Verein START-Stipendien Österreich auch in Teilen Österreichs vergeben.

## Aufnahmekriterien
Bewerben können sich (Stand: 2019) alle Jugendlichen, die selbst oder deren Eltern nach Deutschland zugewandert sind. Mit Programmaufnahme müssen die Jugendlichen mindestens die 9. Klasse besuchen und noch mindestens drei weitere Jahre in Deutschland zur Schule gehen. Es können sich Schüler aller Schulformen bewerben.
Die Schüler müssen gute schulische Leistungen erbringen und sich durch gesellschaftliches Engagement auszeichnen.
Es muss ein starkes und bemerkenswertes Persönlichkeitspotenzial erkennbar sein. Die soziale Kompetenz sollte durch Engagement in der Schule oder in anderen politischen, gesellschaftlichen und sozialen Bereichen, z. B. als Klassensprecher, Redakteur der Schülerzeitung etc. ausgewiesen werden. Daneben müssen die Schüler über Teamfähigkeit, Leistungsmotivation und Leistungsvermögen verfügen.

## Leistungen
Das Stipendienprogramm umfasst eine ideelle und finanzielle Förderung der Schüler.
In einer Pressemitteilung der Hertie-Stiftung von 2014 hieß es ausführlicher:
„Das Herzstück bildet die ideelle Förderung mit Seminaren u. a. in den Bereichen Kommunikation, Engagement, Persönlichkeitsbildung, Natur und Technik, Politik, Sport, Kunst und Musik, Ferienakademien und dem jährlichen SommerCampUs. Hinzu kommen Besuche von Kulturveranstaltungen, Exkursionen in Unternehmen, Vereine, öffentliche Einrichtungen, Arbeitsgemeinschaften sowie Beratungen für die Ausbildungs-, Studien- und Lebensplanung.“
Die Stipendiaten erhalten ferner ein „Bildungsgeld“ in Höhe von insgesamt 1.000 € pro Jahr (Stand: 2017) für bildungsrelevante Erfordernisse wie z. B. Bücher, Nachhilfe und Klassenfahrten. Bei Bedarf können weitere Leistungen für Nachhilfe, Sprachkurse, Studienfahrten, Praktika und Ähnliches genehmigt werden.
Die Zahl der Stipendiaten liegt bei über 670, insgesamt wurden bisher über 2.000 Schüler gefördert (Stand: Januar 2019).

## Träger
Das Stipendienprogramm wird von der START-Stiftung – einer Initiative der Hertie-Stiftung – durchgeführt.
Es wird von rund 120 Partnern aus Politik, Wirtschaft und Gesellschaft finanziell und ideell oder mit personeller Hilfe unterstützt. Zu den Unterstützern, auch als Paten bezeichnet, zählen Privatpersonen, Unternehmen und Vereine.

## Rezeption
Das START-Stipendium wurde 2010 vom gemeinnützigen Analyse- und Beratungshaus Phineo mit dem „Wirkt“-Spendensiegel für seine hohe soziale Wirkung ausgezeichnet.
Noch im Jahr 2009 kam allerdings durch eine Studie Kritik auf, die Stiftung würde vielfach Stipendien an Schüler aus Familien mit höherem Bildungshintergrund vergeben, wodurch sich „ähnliche Zementierung von Herkunft bezüglich der Zukunft, die schon die Gesamtgesellschaft kennzeichnet“, ergäbe.